# Lübben (Spreewald)
Lübben (Spreewald) es la ciudad capital del distrito de Dahme-Spreewald, en el estado federado de Brandeburgo (Alemania), a una altitud de 50 metros. Su población a finales de 2016 era de unos 14 000 habs. y su densidad poblacional, 120 hab/km².

## Habitantes notables
- Karin Büttner-Janz (1952), médica y gimnasta retirada alemana
- Paul Gerhardt (1607–1676), himnógrafo o escritor de himnos religiosos protestantes alemán
- Ernst von Houwald (1778–1845), poeta y dramaturgo romántico alemán
- Sylvio Kroll (1965), gimnasta artístico alemán
- Hermann Wilhelm Rudolf Marloth (1855–1931), botánico, farmacéutico y químico analítico sudafricano nacido en Alemania
- Ingo Spelly (1966), deportista alemán
- Thorsten Rund (1976), deportista alemán